# Macromitrium lingulatum
Macromitrium lingulatum là một loài rêu trong họ Orthotrichaceae. Loài này được Cardot & P. de la Varde mô tả khoa học đầu tiên năm 1923.